# Yopal
Yopal – miasto kolumbijskie w departamencie Casanare. Liczba mieszkańców według szacunku z 2002 roku wynosiła około 55 tys. Miasto położone na wysokości 350 metrów nad poziomem morza ma średnią roczną temperaturę 26 °C.